# Maceo Plex
Eric Estornel (Flower Mound, 6 november 1978) is een Amerikaanse dj en producer met die vooral werkt onder de naam Maceo Plex. In zijn vroegere jaren was hij actief als Maetrik. Ook maakt hij wat experimenteler werk als Mariel Ito.

## Biografie
Estornel werd in een gezin met Cubaanse roots geboren in Texas en woonde in zijn vroegste jeugdjaren in Dallas. In zijn tienerjaren verhuisde het gezin naar Miami. Daar begon hij in zijn tienerjaren als dj en producer. In 1999 richtte hij het kort bestaande label Illmatic Records op, waarop enkele projecten van hem verschenen. Vanaf 2001 begint hij het alter ego Maetrik te gebruiken. Onder deze naam maakt hij de albums Quality Exertion (2002) en Casi Profundo (2005). In 2005 maakt hij onder de naam Mariel Ito het album My Cyborg Depths, waarop hij zich aan experimentelere elektronica waagt. Andere probeersels onder deze naam verschijnen in 2018 op de compilatie 2000-2005.
In 2009 verlaat hij zijn geboorteland om zich in Spanje te vestigen. Vanaf dat moment begint hij te werken als Maceo Plex en schakelt hij over naar een meer toegankelijk housegeluid. Dat is te horen op het album Life Index. Onder deze naam groeit zijn bekendheid en in 2013 krijgt hij de eer om een DJ Kicks-album uit te brengen voor Studio !K7 in 2018 doet hij hetzelfde met de Fabric-reeks. In 2017 maakt hij het album Solar, waarop hij ook met vocalisten werkt. Dit album maakt hij als ode aan zijn jonge gezin. In 2018 staat hij meerdere malen op Awakenings. Tijdens de editie bij het Amsterdam Dance Event van dat jaar is hij zelfs de hoofdact. 2019 werkt hij samen met Josh Wink op het nummer Destination Mars.

## Discografie

### Albums
- Maetrik - Quality Exertion, 2002
- Maetrik - Casi Profundo, 2005
- Mariel Ito, Cyborg Depths, 2005
- Life Index, 2011
- DJ Kicks, 2013
- Journey to Solar, 2016
- Solar, 2017
- Fabric 98, 2018
- Mariel Ito, 2000-2005, 2018
- Mutant Series. 2019

- Bibliothèque nationale de France: cb16750395k (data)
- Gemeinsame Normdatei: 1299507263
- International Standard Name Identifier: 0000 0004 2855 4144
- Library of Congress Control Number: n2019003702
- MusicBrainz: 0ab688fd-0943-41cd-a24c-78ec2baad3fd
- Virtual International Authority File: 307213271